# Рахів
Ра́хів — місто на заході України, адміністративний центр Рахівської міської громади та Рахівського району Закарпатської області.

## Географія
Місто Рахів розташоване у південно-східній частині Закарпатської області, на Гуцульщині, у гірській улоговині на висоті 430 м над рівнем моря — найвисокогірніше місто і районний центр в Україні. Найбільший перепад висот у Рахові між найнижчою (400 м) і найбільш високою (1200 м) вулицями. Завдяки географічному розташуванню, неповторній природі і самобутній гуцульській культурі Рахів відомий, як один із найзнаніших туристично-рекреаційних центрів заходу України. У місті працює турбаза, готелі і низка гостьових приватних будинків. У Рахові розташоване правління Карпатського біосферного заповідника.

## Назва
Є декілька переказів і пояснень про походження назви міста. Вони пов'язані з рухом опришків, які нібито в цій місцевості рахували відібране у багатіїв добро та ділили його між бідняками. Інша версія: купці на шляху з Трансильванії та Угорщини до Галичини спинялися тут і рахували власні прибутки[джерело?].

## Історія
Датою заснування Рахова вважається 1447 рік. Одними з перших поселенців Рахова, напевне, були гуцули з Галичини — Мельничуки, Ворохти й інші. Селяни займалися вівчарством, рибальством, полюванням, бджолярством. Жили в курних хатах-колибах, згодом будували гуцульські хати-ґражди.
Рахів зазнав татаро-монгольського поневолення. 1241 року шістдесятитисячна орда хана Батия перейшла через Карпати в Угорщину. Впродовж свого панування, татаро-монголи вогнем і мечем спустошили та зруйнували майже всі міста й села. Лише у XIV столітті Угорщина почала заволодівати гірськими районами Закарпаття, про що свідчить створення Марамороського комітату із центром у Сиготі лишень у 1303 році. Поступово сюди стали прибувати та селитися угорські феодали. Утім, більшість дрібної шляхти ще в XVI ст. на Марамороші становила місцева, частково мадяризована, знать — кенези-князі.
Після відступу завойовників, татаро-монголів, на Закарпаття повертаються угорські феодали.
Після поразки у битві під Могачем 1526 року Угорщина розпалася. Більша частина Закарпаття потрапила у васальну залежність від Османської імперії, а решта території опинилась під владою Габсбургів. На початку XVI ст. зароджується опришківський рух. Рахівчани завзято брали участь в загонах народних месників І. Пинті, Ф. Бойка, І.Пискливого, О. Довбуша, В. Баюрака, що грозою проносилися Карпатами.
За часів входження закарпатських земель до складу Австро-Угорщини сюди було переселено багато німецьких колоністів, за участі яких відбувалося становлення лісопереробної галузі. Величезним поштовхом до соціально-економічного розвитку цього краю стало будівництво залізниці до Рахова та Ясіня, яка була здана в експлуатацію 15 серпня 1895 року. Будували залізницю 16 тисяч італійців та спеціалістів з інших країн Європи.
У 1896 р. Рахів став повітовим містечком — центром Тисодолинянського повіту (округу) Марамороського комітату. З початку XX ст. відома печатка поселення — із зображенням голови оленя, оберненої на лівий геральдичний бік. Символіка цієї печатки ґрунтувалася на давнішій емблемі містечка, відомій ще з громадських печаток кінця XVIII століття — зображення оленя на повен зріст, оберненого праворуч.
У листопаді 1918 року рахівчани рішуче піднялися на боротьбу за визволення та возз'єднання краю з українським народом. 8 листопада 1918 року в с. Ясіня було утворено Гуцульську республіку на чолі з Степаном Клочураком, яка протрималася до травня 1919 року. 14 січня її війська, з боєм, визволили Рахів від угорської адміністрації та військ. Їм допомогло те, що у місті спалахнуло повстання українців, організоване П. Попенком. Саме він став старостою міста, однак 19 січня був убитий проугорським терористом. Старостою мешканці Рахова обрали С. Дреботу. Та, незабаром гуцульські війська залишили центр міста, укріпившись в передмісті — Устєріках. Місто та сусідні Трибушани та Берлибаш (Ділове та Костилівка) стали зоною розмежування між Гуцульською республікою та румунськими військами, які окупували В. Бичків, Луг та інші населені пункти. Окупований був Рахів румунськими військами у травні 1919 р. Незабаром припинила існування і Гуцульська республіка.
У червні 1920 р. Рахів увійшов до складу Чехословацької республіки.

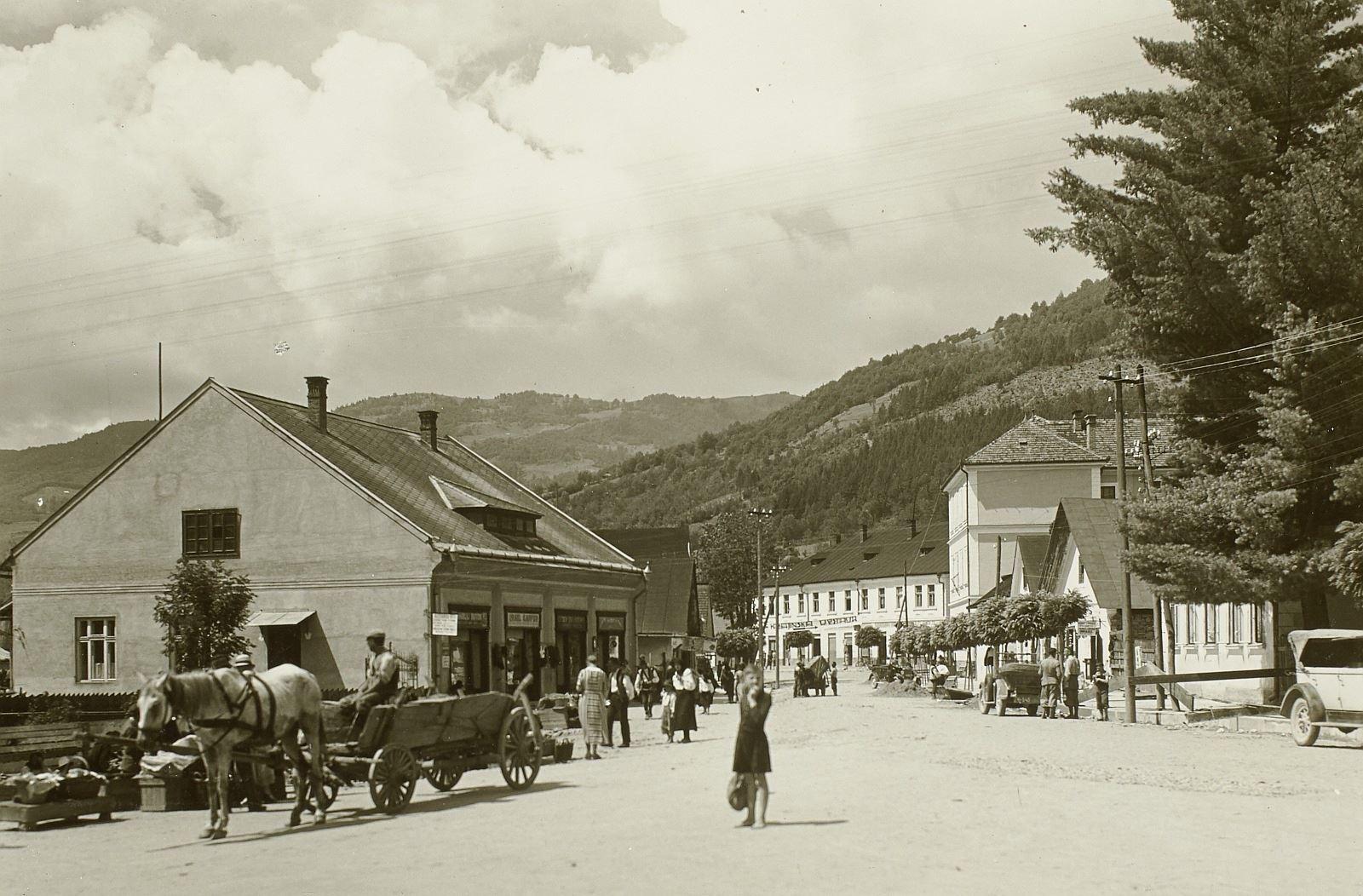
Рахів у 1935 році

Під час входження Закарпаття (тодішня назва — Підкарпатська Русь) до складу ЧСР, населені пункти Рахівщини активно розвивалися як осередки туризму. У одній із своїх статей С. Клочурак назвав Рахів Гуцульським Парижем.
1939 року, була проголошена Карпатська Україна до складу якої входив і Рахів, однак того ж року він був захоплений угорськими військами.
Нацистська окупація часів Другої світової війни завершилася зайняттям міста, як і всього Закарпаття, частинами Червоної Армії в жовтні 1944 року. 1945 року Рахів, як і все Закарпаття, увійшов до складу УРСР.
30 травня 1947 року Рахів отримав статус селища міського типу.
З 24 серпня 1991 року Рахів входить до складу незалежної української держави.

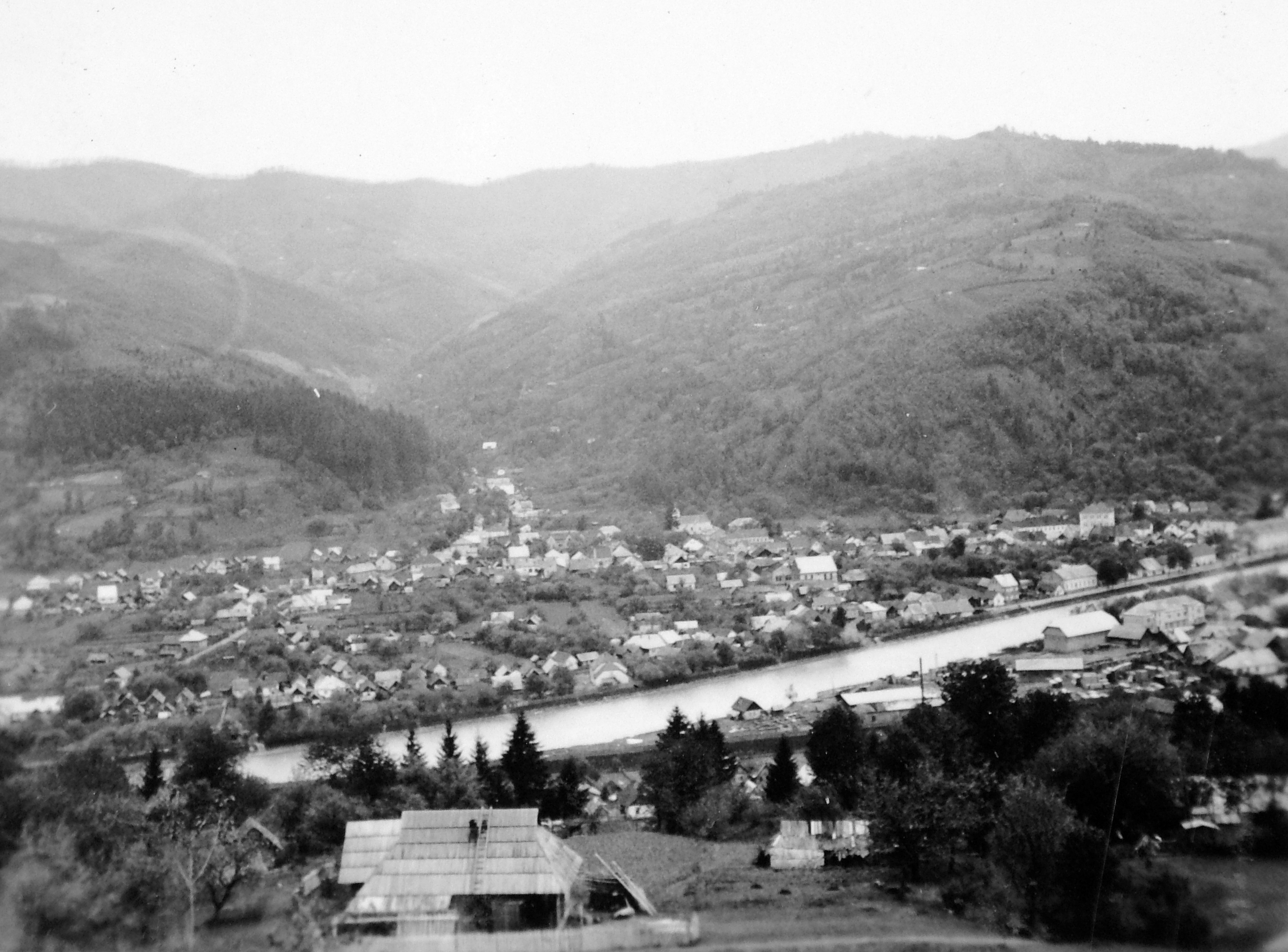
Вид на Рахів (1941 рік).
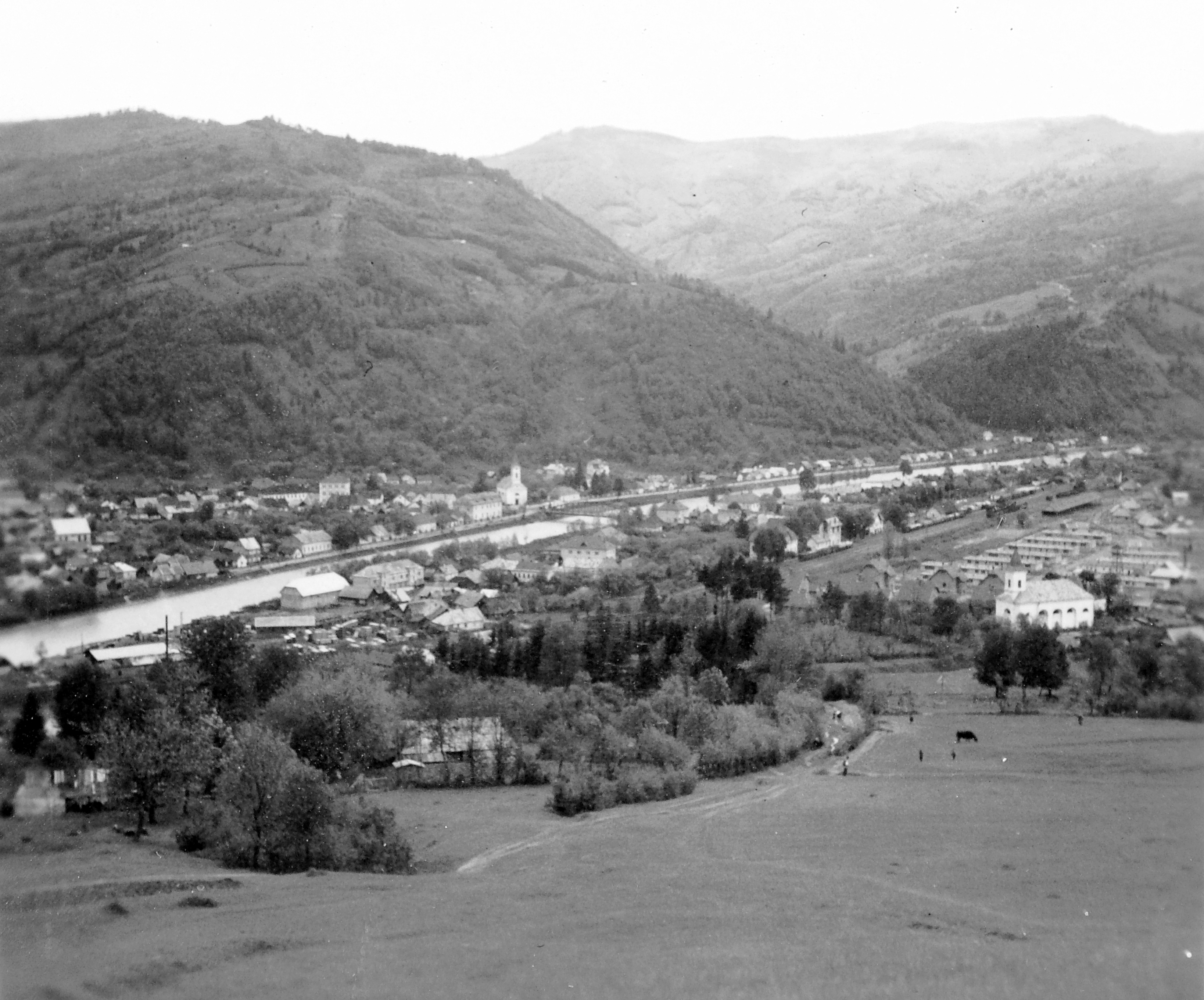
Вид на Рахів (1941 рік).
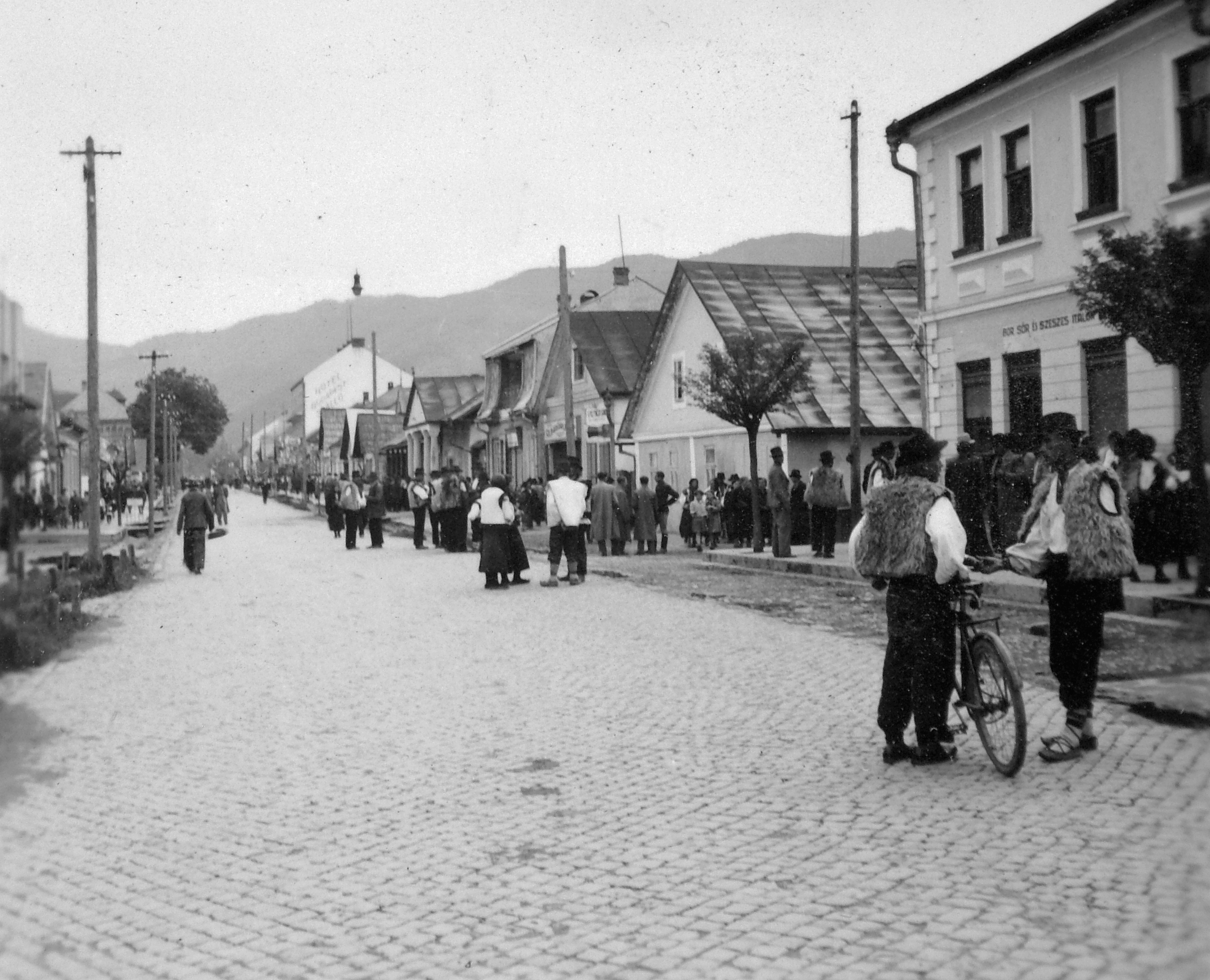
Центральна частина Рахова (1939 рік).
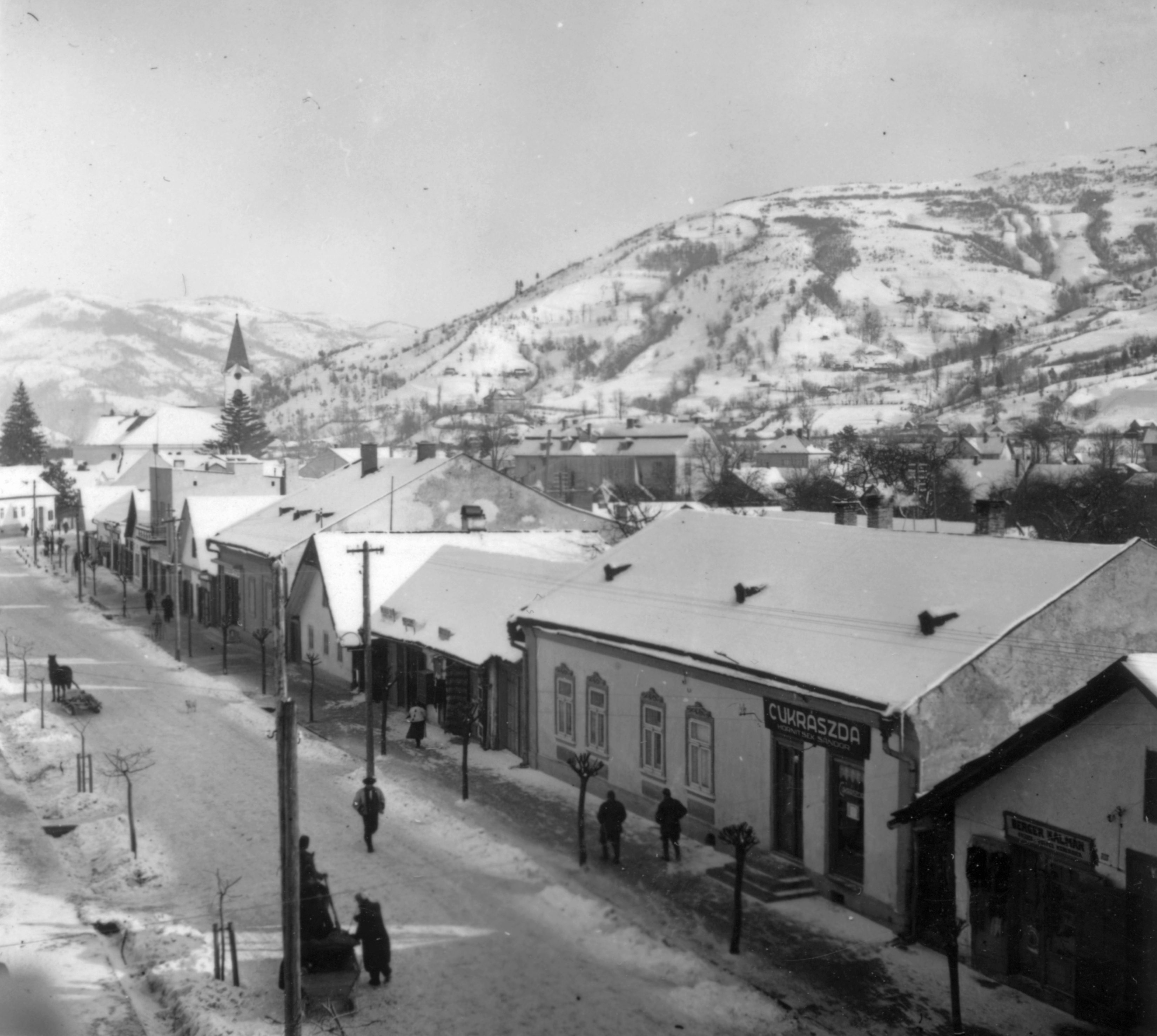
Головна вулиця міста, на задньому плані католицький костел (1939 рік).
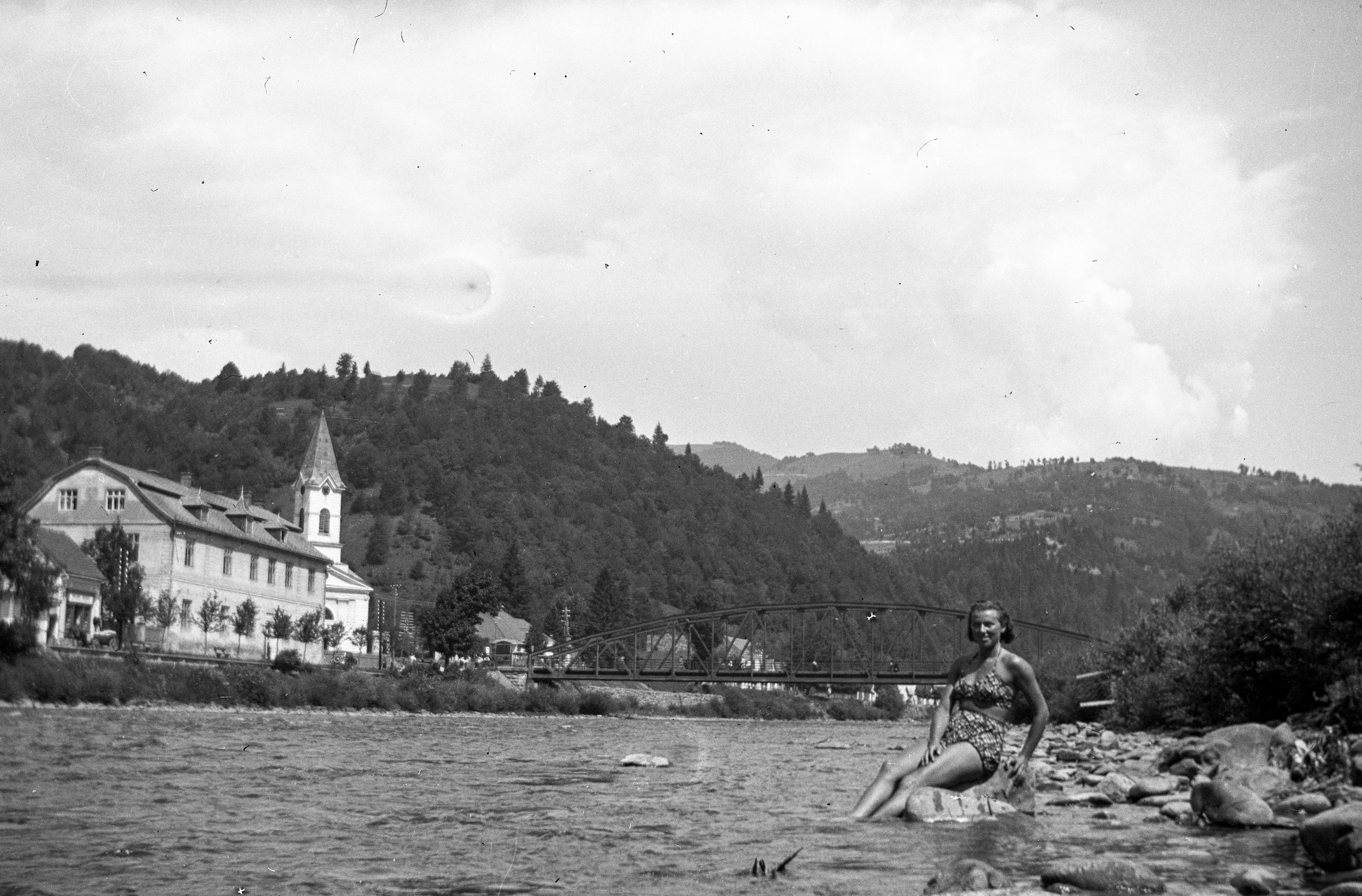
Річка Тиса, навпроти мосту біля костелу (1941 рік).

## Корисні копалини і мінеральні ресурси
Гори, що оточують Рахів, багаті корисними копалинами. Тут видобувають будівельний камінь, мармур, пісковики, золото, аргіліти.
Безпосередньо у місті та його найближчих околицях є близько 20 джерел мінеральної води, зокрема:
- Джерело Б/н (урочище «Підділ»)
- Джерело № 2 (Рахів)
- Джерело № 3 (Рахів)
- Джерело № 4 (Рахів)
- Джерело № 5 (Рахів)
- Джерело № 6 (Рахів)
- Джерело № 7 (Рахів)
- Джерело № 8 (Рахів)
- Джерело № 9 (Рахів)
- Джерело № 10 (Рахів)
- Джерело № 11 (Рахів)
- Джерело № 12 (Рахів)
- Джерело № 13 (Рахів)
- Джерело № 14 (Рахів)

## Клімат
Клімат на Рахівщині помірно-континентальний з яскраво вираженою поясністю: у низині — помірний, з теплим літом і відносно м'якою зимою; у верхів'ях — різко континентальний, з холодною і тривалою зимою та прохолодним дощовим літом. Середня січнева температура −4,8 °C, середня температура липня +18 °C, а середня річна температура повітря становить +7,4 °C. Період з температурою понад плюс 10 °C складає 147 днів. Найтепліше в районі села Луг, а найхолодніше на Говерлі. Переважають вітри західного і південно-західного напрямку.
Середньорічна кількість опадів у горах — до 1400 мм. У Рахові до 1300 мм. Товщина снігового покриву — від 30 см до півтора метра і більше. Взимку у горах обрушуються снігові лавини. Вічних снігів немає, але сніг у деяких місцях ще буває і в червні. Під час суцільного танення снігу і великих злив, можливі загрозливі та руйнівні паводки (листопад 1998 року, березень 2001 року). Зареєстрований у Рахові абсолютний добовий максимум опадів — 133 мм.
| Клімат Рахова                                                                             | Клімат Рахова | Клімат Рахова | Клімат Рахова | Клімат Рахова | Клімат Рахова | Клімат Рахова | Клімат Рахова | Клімат Рахова | Клімат Рахова | Клімат Рахова | Клімат Рахова | Клімат Рахова | Клімат Рахова |
| Показник                                                                                  | Січ.          | Лют.          | Бер.          | Квіт.         | Трав.         | Черв.         | Лип.          | Серп.         | Вер.          | Жовт.         | Лист.         | Груд.         | Рік           |
| Середній максимум, °C                                                                     | −0,5          | 1,5           | 7,1           | 13,8          | 19,1          | 21,9          | 23,5          | 23,2          | 19,3          | 13,8          | 6,4           | 1,3           | 12,5          |
| Середня температура, °C                                                                   | −4,2          | −2,1          | 2,6           | 8,4           | 13,4          | 16,4          | 17,9          | 17,4          | 13,7          | 8,6           | 3,0           | −1,6          | 7,8           |
| Середній мінімум, °C                                                                      | −7,9          | −5,7          | −1,8          | 3,1           | 7,8           | 10,9          | 12,3          | 11,7          | 8,2           | 3,4           | −0,4          | −4,5          | 3,1           |
| Норма опадів, мм                                                                          | 44            | 40            | 40            | 57            | 83            | 105           | 94            | 79            | 51            | 43            | 49            | 56            | 741           |
| ----------------------------------------------------------------------------------------- | ------------- | ------------- | ------------- | ------------- | ------------- | ------------- | ------------- | ------------- | ------------- | ------------- | ------------- | ------------- | ------------- |
| Джерело: Climate-Data.org. Архів оригіналу за 3 березня 2016. Процитовано 11 лютого 2021. |               |               |               |               |               |               |               |               |               |               |               |               |               |

## Населення
Населення Рахова становить близько 15 500 осіб.

### Національний склад
Розподіл населення за національністю за даними перепису 2001 року:
| Національність  | Відсоток |
| --------------- | -------- |
| українці        | 89,88 %  |
| угорці          | 6,93 %   |
| росіяни         | 2,12 %   |
| цигани          | 0,36 %   |
| білоруси        | 0,11 %   |
| німці           | 0,11 %   |
| інші/не вказали | 0,49 %   |

### Мовний склад
Рідна мова населення за даними перепису 2001 року:
| Мова            | Чисельність, осіб | Відсоток |
| --------------- | ----------------- | -------- |
| Українська      | 13 784            | 92,08 %  |
| Угорська        | 719               | 4,80 %   |
| Російська       | 342               | 2,29 %   |
| Циганська       | 66                | 0,44 %   |
| Румунська       | 16                | 0,11 %   |
| Німецька        | 11                | 0,07 %   |
| Білоруська      | 5                 | 0,03 %   |
| Єврейська       | 6                 | 0,04 %   |
| Словацька       | 4                 | 0,03 %   |
| Інші/Не вказали | 16                | 0,11 %   |
| Разом           | 14 969            | 100 %    |

## Транспорт

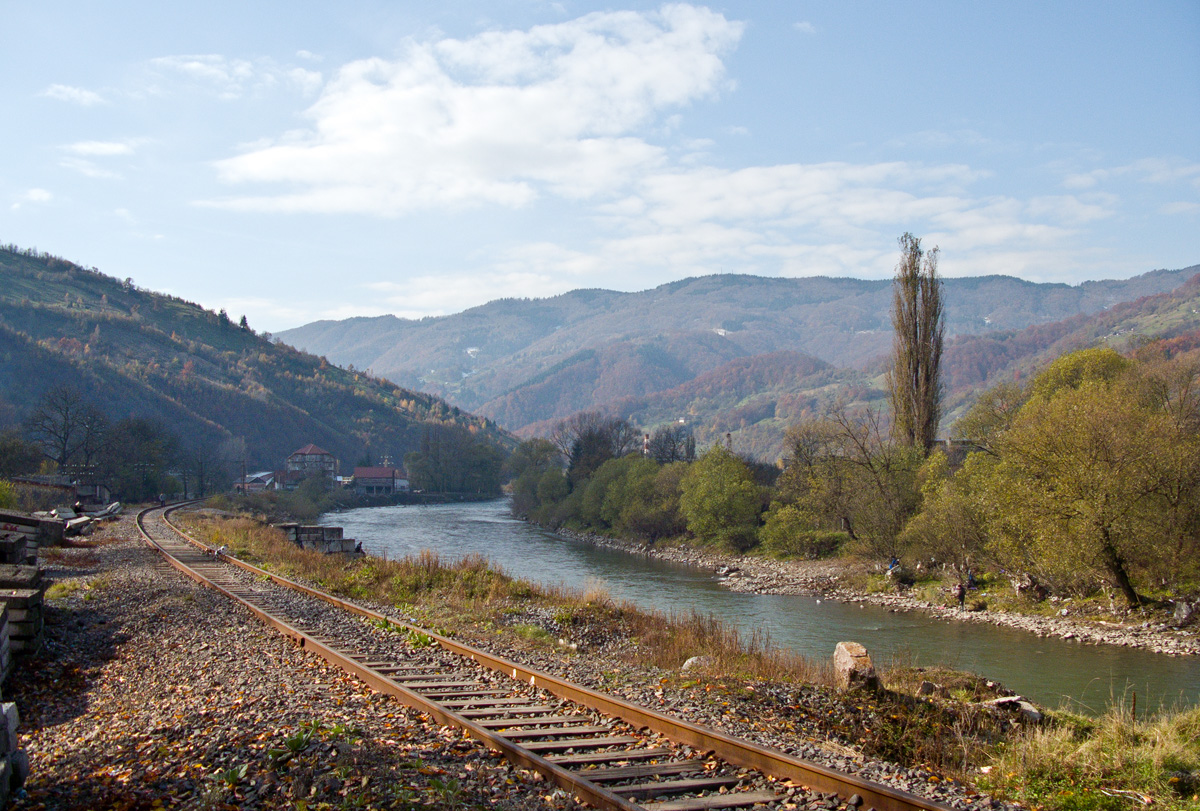
Залізнична колія над Тисою в Рахові

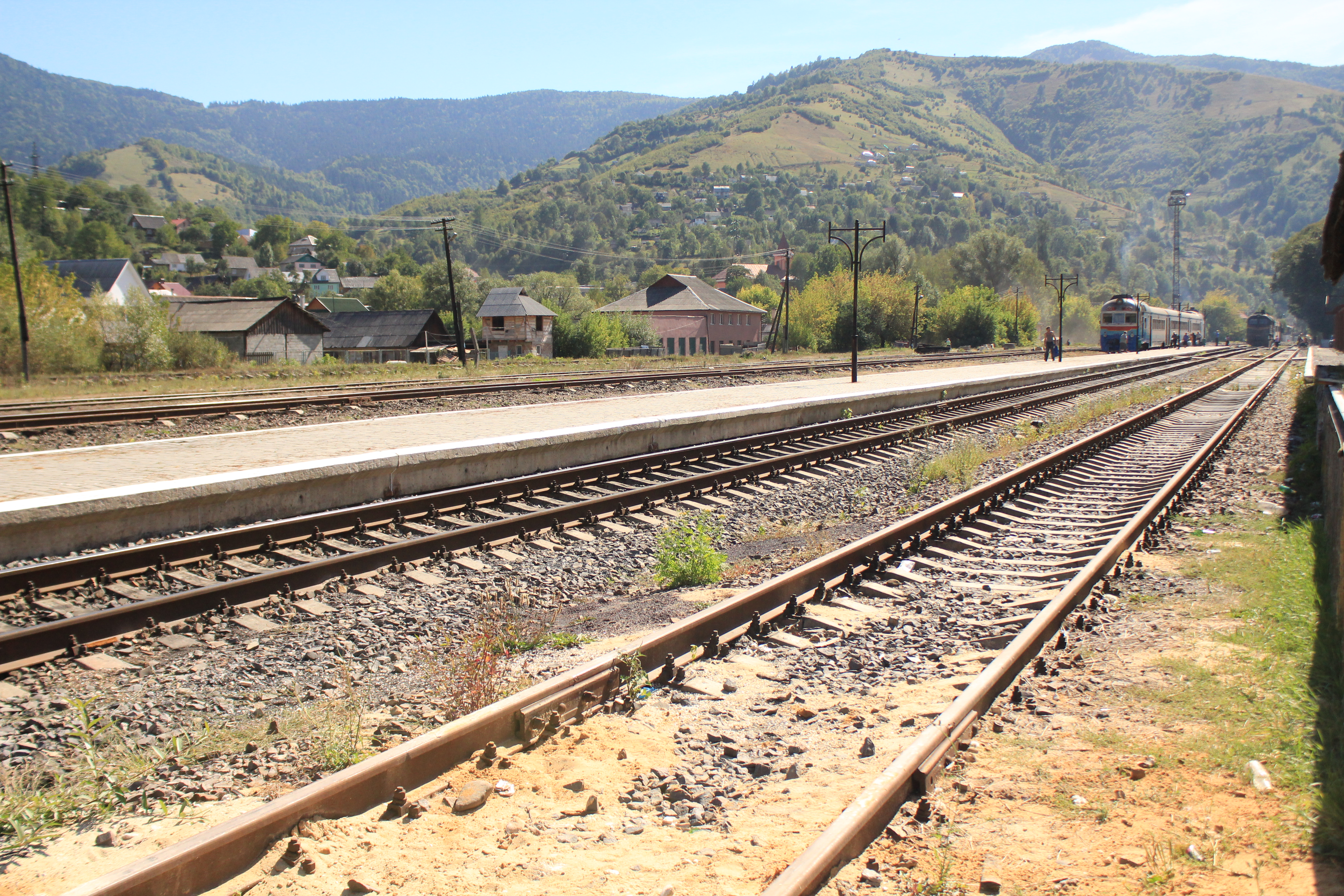
Вид на гори зі станції Рахів

Ходять приміські дизель-поїзди до Коломиї та Івано-Франківська, роблячи зупинки в Білині, Квасах, Ясінях, Лазещині, Вороненці, Ворохті, Татарові, Микуличині, Яремчі, Делятині та інших.
Станом на 7 серпня 2018 року курсують два щоденних і два з відправленням через день пасажирських поїзда.
Щоденні:
- Львівський (через Івано-Франківськ, виходить зі Львова ввечері, опівночі має 45-хвилинну стоянку в Рахові і зранку вже у Львові. Курсує в складі купейних, плацкартних і двох загальних вагонів).
- Київський поїзд «Гуцульщина» (щоденний) № 357/358 — фірмовий, вирушає з Києва о 16:53, зранку приходить в Рахів і о 12:30 вирушає на Київ, прибуття о 6:14 ранку. Курсує в складі купейних, плацкартних вагонів і одного вагону «люкс». Останній обладнано кондиціонерами.

Через день:
- [11]Харківський потяг № 015 вирушає із Харкова о 18:43 і прибуває до Рахова о 14:17. Тривалість такої поїздки становить 19 годин 34 хвилини. У зворотному напрямку, до Харкова, потяг № 016 вирушає о 15:25. з Рахова, і прибуває до кінцевої станції об 11:16 наступного дня. З Харкова новий потяг вирушає по парних числах, а у зворотному напрямку — по непарних. У потязі передбачені як вагони купе та люкс, так і сидячі другого класу.
- Одеський № 26, відправленням з Одеси о 18:26 по непарним числам та прибуттям о 14:17 до Рахова. У зворотному напрямку відправлення по парним о 16:20, прибуття до Одеси — 11:15.

З 13 грудня 2021 року, у перший рейс вирушив потяг № 5/6 Маріуполь-Рахів. Він з'єднує сім областей та долає 1 806 кілометрів. Це найдовший залізничний шлях в Україні.
Автомобільне сполучення існує з приміськими селами, з Мукачевом, Івано-Франківськом, Ворохтою. Однак на свята і під час снігопадів розклад руху — непередбачуваний.

## Фестивалі

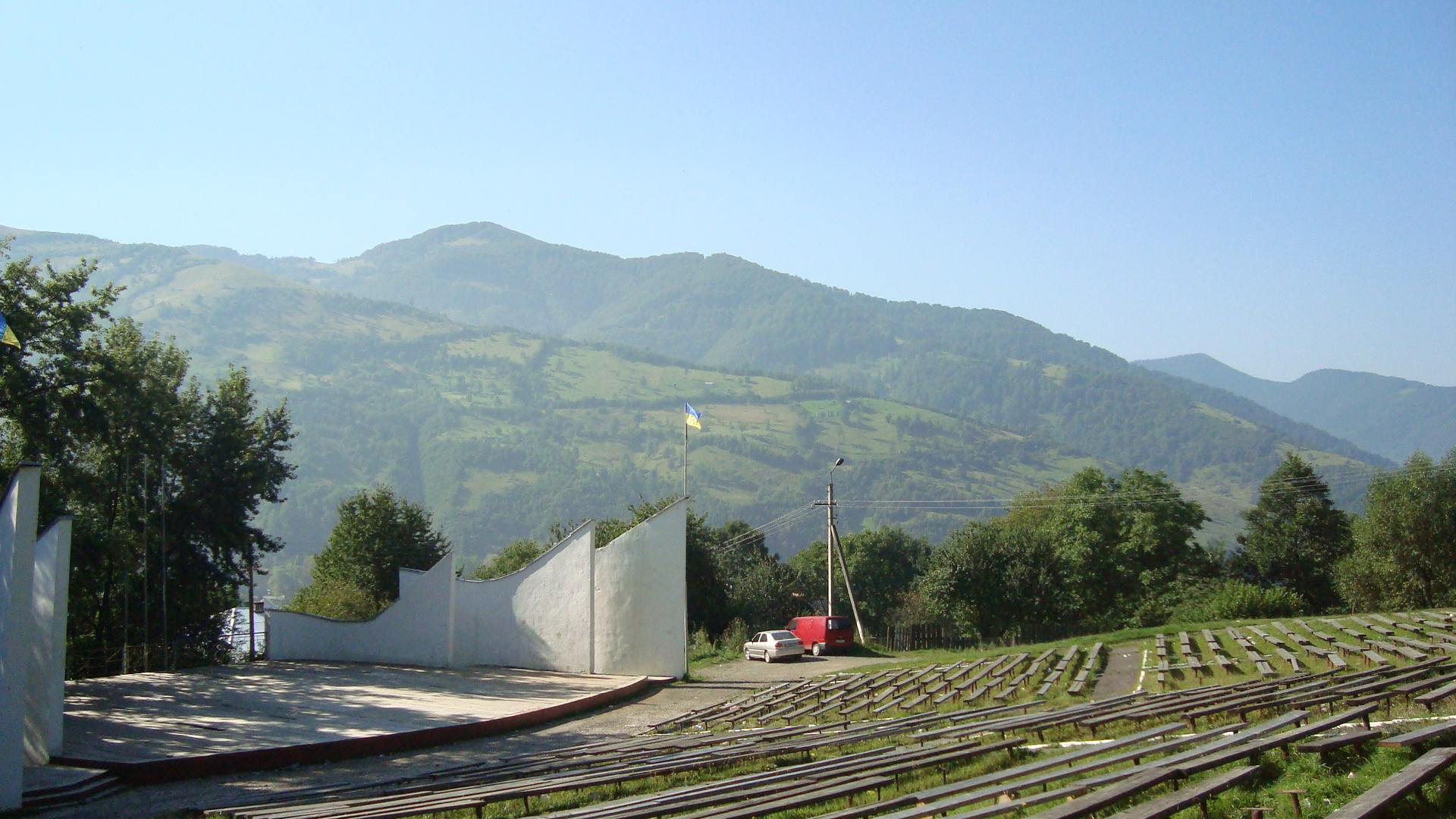
Співоче поле (амфітеатр) у Рахові

Фестивалі які тут стали узвичаєними: фестивалі-ярмарки «Гуцульська бринза», Гуцульські фестивалі, Дні міста та фестиваль етно-рок культури «Європа-Центр».

### Гуцульські фестивалі
У 1991 році Гуцульський фестиваль започаткувало товариство «Гуцульщина». Під враженням здобутої Україною незалежності, 27 вересня 1991 року на полонині Запідок Верховинського району Івано-Франківської області проводився І Гуцульський фестиваль. Перелік гуцульських фестивалів в м. Рахові:
- Серпень 1993 року — III Гуцульський фестиваль
- Вересень 1997 року — VII Гуцульський фестиваль
- Вересень 2005 року — XV Гуцульський фестиваль

### Фестиваль етно-рок культури «Європа-Центр»
24 вересня 2005 року Міністерство культури і туризму України спільно з «Державним концертним агентством „Україна“» відкрили I-й Міжнародний Фестиваль Rock&World музики «Європа-Центр» — яскраве велелюдне шоу не тільки музичного, а ще й розважального змісту: виступи гуцульських колективів, виставки місцевих майстрів, ярмарки-продажі. Для прикладу, 20 травня 2012 року — Міжнародний Фестиваль Rock&World музики «Європа-Центр» та святкування дня міста. Очікувалися на гостини: Оксана Білозір, Злата Огневич, гурт «Скрябін», С. К. А.Й, та інші рок-гурти; за сприяння ХДС (Християнсько-демократичного союзу).

## Пам'ятники

Гуцул

- Тарас Шевченко. Виглядає ніби Кобзар присів у парку серед розлогих дерев, щоб відпочити від випробувань долі і написати поезію[14]. Автор скульптури — Юрій Гав'юк;
- Гуцул. Одягнутий у традиційний кептар і з топірцем в руках трохи ідеалізований Гуцул із вольовим лицем стоїть як нагадування горянам про оспіваний в піснях і літературі сильний дух гуцулів. І напис на мармуровому п'єдесталі відповідний: «Знаймо — хто смо». Автор скульптури — Юрій Гав'юк. Встановлено за рахунок коштів мера Рахова (2008 р.), підприємців та товариства «Гуцульщина»[15];
- Володимир Великий (авторство — скульптори Юрій та Олександр Гав'юки;
- Воїнам-афганцям (авторство — скульптори Юрій та Олександр Гав'юки);
- Степан Бандера (бронза) (не встановлений; авторство — скульптори Юрій та Олександр Гав'юки).

## Відомі особи

### Уродженці Рахова
- Бонкало Олександр Олександрович (1880—1959) — угорський славіст,перекладач,педагог,професор Будапештського університету.;
- Ворохта Микола Іванович (1947) — український художник, заслужений художник України;
- Писар Юрій Юрійович (1985) — український художник;
- Геніш Тимофій Йосипович (1983—2017) — солдат Збройних сил України, учасник російсько-української війни;
- Годван Михайло Михайлович (1991—2022) — старший солдат Збройних сил України, учасник російсько-української війни;
- Грегорчак-Одринська Галина Василівна (1982) — українська артистка музичної комедії, солістка-вокалістка (колоратурне сопрано) Київського театру оперети. Заслужена артистка України (2014);
- Калинюк Олексій Сергійович (1993—2014) — солдат Збройних сил України, учасник російсько-української війни;
- Кухта Василь Васильович (1956) — український поет та публіцист;
- Кушнір Іван Юрійович (1925—1992) — український скульптор;
- Лендєл В'ячеслав Тиберійович (1963) — футболіст;
- Колядин Олег Генадійович — міський голова Находки (Російська федерація) з 2004 року;
- Мартинюк Василь Васильович (1990—2014) — солдат Збройних сил України, учасник російсько-української війни;
- Масляник Олександр Іванович (1956) — український письменник і публіцист, редактор і видавець, заслужений журналіст України;
- Кравців Меланія (1897—1961) — українська письменниця, журналістка, громадська діячка;
- Гейніш Василь Васильович — журналіст і редактор, заслужений журналіст України;
- Різдорфер Микола (1901—?) — лікар і громадський діяч на Закарпатті;
- Гав'юк Юрій Юрійович (1947—2020) — український скульптор;
- Шміло Андрій Миколайович (2000—2022) — старший солдат Збройних Сил України, учасник російсько-української війни, що загинув під час російського вторгнення в Україну в 2022 році;
- Янюк Микола Іванович (1961—2015) — солдат Збройних сил України, учасник російсько-української війни;
- Іштван Олторжай — перший угорський дитячий хірург;
- Йонаш Віталій Петрович (1965) — український військовослужбовець, авіаційний інженер, полковник.
- Кабаль Степан — учасник російсько-української війни; герой України. Під час боїв на Херсонському напрямку у складі 128-ої ОГШБ отримав поранення, від ускладнень якого помер.[16]
- Попенко Микола(1930)- композитор,хоровий  диригент,фольклорист,педагог,диригент Закарпатського народного хору,його художній керівник.

### Пов'язані з Раховом
- Вайда Габор Іванович — український радянський футболіст угорського походження (ФК «Карпати» (Рахів));
- Жігмонд Янокі — посол Імре Текелі при королі Польщі, був головою придворної канцелярії Ференца ІІ Ракоці. Помер в Рахові у 1709 році.

## Додаткові джерела
- Кобаль Й. В. Рахів [Архівовано 28 листопада 2016 у Wayback Machine.] // Енциклопедія історії України : у 10 т. / редкол.: В. А. Смолій (голова) та ін. ; Інститут історії України НАН України. — К. : Наукова думка, 2012. — Т. 9 : Прил — С. — С. 140. — ISBN 978-966-00-1290-5.
- Рахів — Інформаційно-пізнавальний портал | Закарпатська область у складі УРСР [Архівовано 13 березня 2013 у Wayback Machine.] (На основі матеріалів енциклопедичного видання про історію міст та сіл України, том — Історія міст і сіл Української РСР. Закарпатська область. — К.: Головна редакція УРЕ АН УРСР.)
- Подорож на Гуцульщину. Інформаційне видання. Укладач — Людмила Алексеєнко. — ТДВ «Патент», 2012. — 22 с.